# Erikssonia acraina
Erikssonia acraina är en fjärilsart som beskrevs av Henry Trimen 1891. Erikssonia acraina ingår i släktet Erikssonia och familjen juvelvingar. Inga underarter finns listade i Catalogue of Life.